# James und Lukas Rodriguez
James Rodriguez und Lukas Rodriguez (geboren 18. Mai 2003 in den USA) sind eineiige Zwillinge und US-amerikanische Schauspieler.

## Karriere
James und Lukas Rodriguez verkörperten in der Serie Malcolm mittendrin ab 2004 den kleinen Jamie. 2009 spielten sie auch in einer Folge Without a Trace – Spurlos verschwunden mit.
Aufgrund der arbeitsrechtlichen Regelungen für Kinderdarsteller teilen sich beide ihre Rollen im Laufe der Dreharbeiten. Eine solche Doppelbesetzung ist in den Vereinigten Staaten nicht ungewöhnlich, siehe auch Mary-Kate und Ashley Olsen sowie Jason und Kristopher Simmons.

## Filmografie
- 2004–2006: Malcolm mittendrin (Malcolm in the Middle, Fernsehserie, 32 Folgen)
- 2009: Without a Trace – Spurlos verschwunden (Without a Trace, Fernsehserie, Folge 7x12)